# Eschwiller
Ne doit pas être confondu avec Eschviller dans la Moselle
Eschwiller [ɛʃvilɛʁ] est une commune française située dans la circonscription administrative du Bas-Rhin et, depuis le 1er janvier 2021, dans le territoire de la Collectivité européenne d'Alsace, en région Grand Est.
Depuis 1793, cette commune se trouve dans la région historique et culturelle d'Alsace.

## Géographie
La commune est située dans la région naturelle de l'Alsace Bossue.
| Wolfskirchen     |            | Eywiller   |
| Postroff Moselle | Eschwiller | Weyer      |
| Baerendorf       |            | Hirschland |

### Hydrographie
La commune est dans le bassin versant du Rhin au sein du bassin Rhin-Meuse. Elle est drainée par le ruisseau le Finnengraben, le ruisseau le Rehbach et le ruisseau Muehlgraben,.

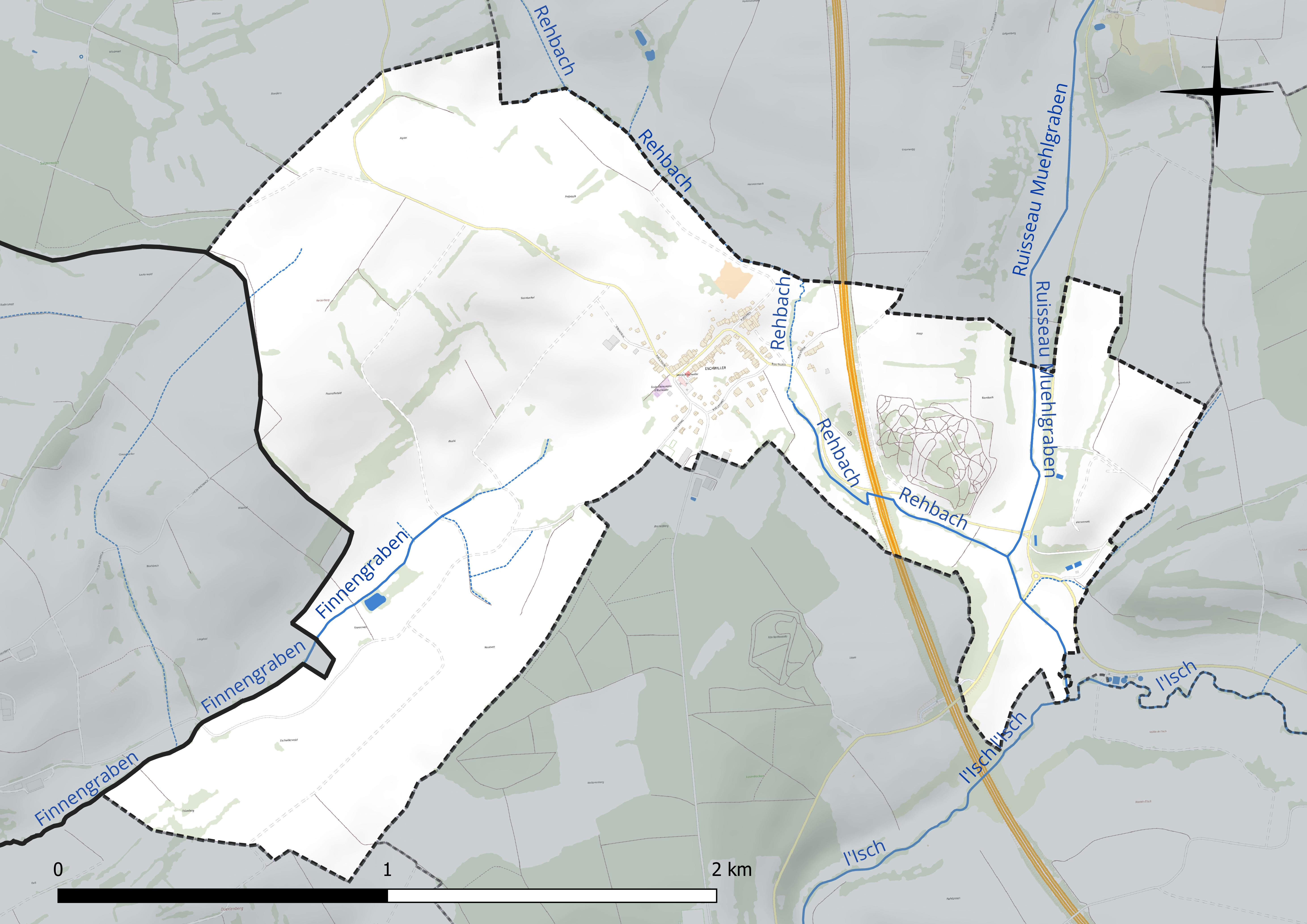
Réseau hydrographique d'Eschwiller.

### Climat
Pour des articles plus généraux, voir Climat du Grand Est et Climat du Bas-Rhin.
En 2010, le climat de la commune est de type climat des marges montargnardes, selon une étude du Centre national de la recherche scientifique s'appuyant sur une série de données couvrant la période 1971-2000. En 2020, Météo-France publie une typologie des climats de la France métropolitaine dans laquelle la commune est exposée à un climat semi-continental et est dans la région climatique  Vosges, caractérisée par une pluviométrie très élevée (1 500 à 2 000 mm/an) en toutes saisons et un hiver rude (moins de 1 °C). 
Pour la période 1971-2000, la température annuelle moyenne est de 9,7 °C, avec une amplitude thermique annuelle de 16,9 °C. Le cumul annuel moyen de précipitations est de 989 mm, avec 12,2 jours de précipitations en janvier et 10,2 jours en juillet. Pour la période 1991-2020, la température moyenne annuelle observée sur la station météorologique de Météo-France la plus proche, « Berg », sur la commune de Berg à 5 km à vol d'oiseau, est de 10,4 °C et le cumul annuel moyen de précipitations est de 801,8 mm. 
La température maximale relevée sur cette station est de 37,4 °C, atteinte le 25 juillet 2019 ; la température minimale est de −16,8 °C, atteinte le 7 février 2012,,. 
Les paramètres climatiques de la commune ont été estimés pour le milieu du siècle (2041-2070) selon différents scénarios d'émission de gaz à effet de serre à partir des nouvelles projections climatiques de référence DRIAS-2020. Ils sont consultables sur un site dédié publié par Météo-France en novembre 2022.

## Urbanisme

### Typologie
Au 1er janvier 2024, Eschwiller est catégorisée commune rurale à habitat dispersé, selon la nouvelle grille communale de densité à sept niveaux définie par l'Insee en 2022.
Elle est située hors unité urbaine et hors attraction des villes,.

### Occupation des sols
L'occupation des sols de la commune, telle qu'elle ressort de la base de données européenne d’occupation biophysique des sols Corine Land Cover (CLC), est marquée par l'importance des territoires agricoles (93,5 % en 2018), en augmentation par rapport à 1990 (86,6 %). La répartition détaillée en 2018 est la suivante : 
prairies (46,8 %), terres arables (39,4 %), zones agricoles hétérogènes (7,3 %), zones urbanisées (6,5 %). L'évolution de l’occupation des sols de la commune et de ses infrastructures peut être observée sur les différentes représentations cartographiques du territoire : la carte de Cassini (XVIIIe siècle), la carte d'état-major (1820-1866) et les cartes ou photos aériennes de l'IGN pour la période actuelle (1950 à aujourd'hui).

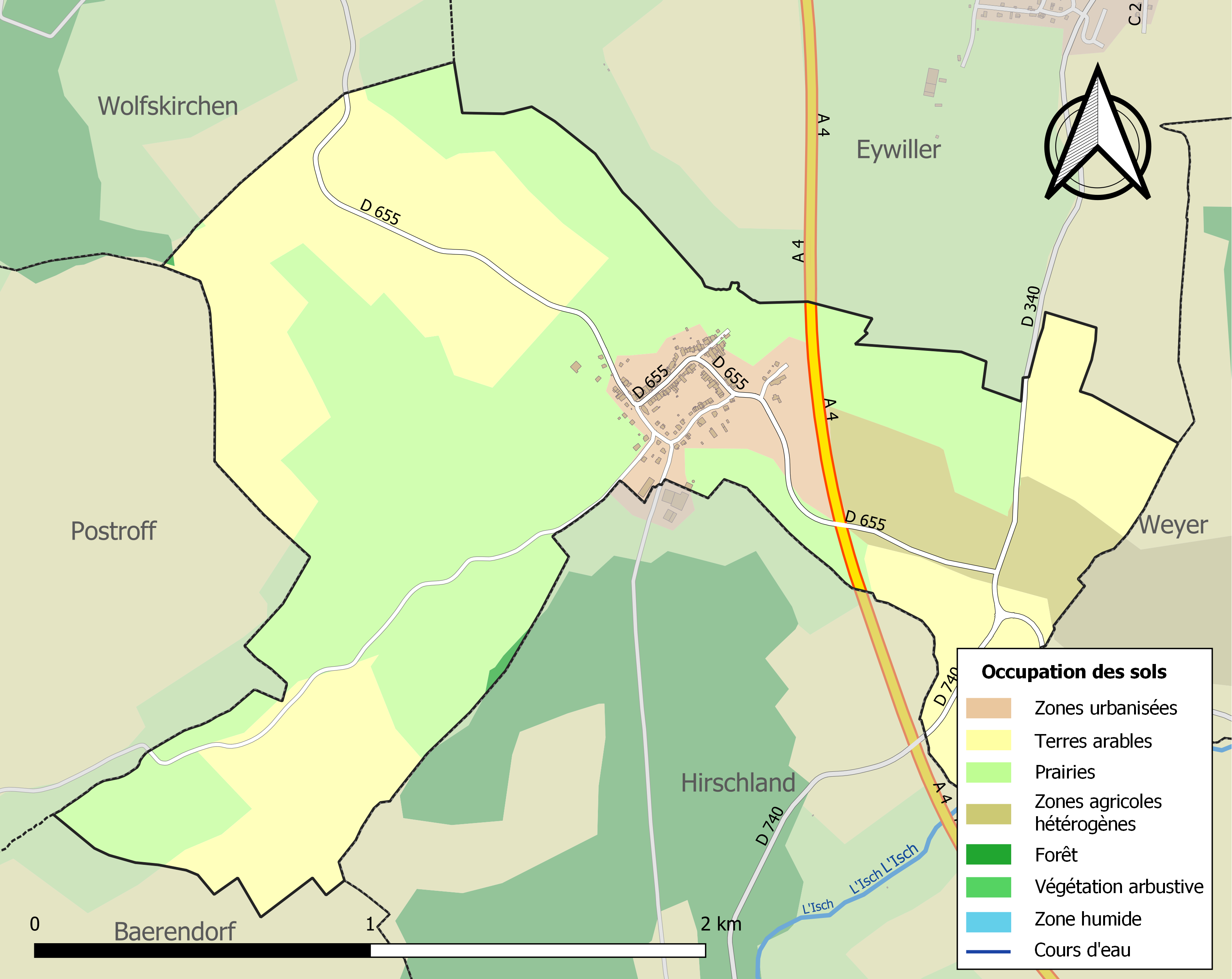
Carte des infrastructures et de l'occupation des sols de la commune en 2018 (CLC).

## Histoire
(mai 2010).
Si vous disposez d'ouvrages ou d'articles de référence ou si vous connaissez des sites web de qualité traitant du thème abordé ici, merci de compléter l'article en donnant les références utiles à sa vérifiabilité et en les liant à la section « Notes et références ».
Avant 1793, la commune appartenait au comté de Sarrewerden, devenant par la suite alsacienne.
Les demandes de rattachement à la France n'étaient pas toujours spontanées. De nombreux habitants étaient désorientés quant à leur avenir. Ils souhaitaient rester rattachés aux princes de Nassau, mais pouvoir jouir des libertés promises par la législation française.
Le rapport du 29 mars 1793[réf. nécessaire] signalait que les communes de Siltzheim, Oermingen, Butten, Ottwiller, Dehlingen et Eschwiller ne voulaient pas émettre le vœu de leur réunion à la République.
Le véritable artisan du rattachement du comté de Sarrewerden au Bas-Rhin fut Nicolas François Blaux, maire de Sarreguemines.
Le 23 novembre 1793, la Convention ratifia la décision d'ériger Neusaarwerden en district et d'incorporer au département bas-rhinois les six cantons nouvellement créés : Bouquenom, Neuf-Saarwerden, Harskirchen, Wolfskirchen, Drulingen et Diemeringen. L'organisation du district incomba au député Philippe Rühl.
Ainsi le Bas-Rhin s'enrichit de 43 communes et 18 000 habitants.

### Héraldique
| Blason de Eschwiller | Blason  | Parti de gueules et d'argent aux deux fleurs de lys de l'un et de l'autre. |
| Blason de Eschwiller | Détails |                                                                            |

## Toponymie
- Ascovillare (718), Eschveiller (1793), Eschwiler (1801).
- Eschweiler en allemand.

## Politique et administration
| Période                                  | Période  | Identité         | Étiquette | Qualité |
| ---------------------------------------- | -------- | ---------------- | --------- | ------- |
| 2001                                     | 2014     | Anne-Marie Wies  |           |         |
| 2014                                     | mai 2020 | Olivier Gross    |           |         |
| mai 2020                                 | En cours | Jean-Paul Traxel |           |         |
| Les données manquantes sont à compléter. |          |                  |           |         |

## Démographie
L'évolution du nombre d'habitants est connue à travers les recensements de la population effectués dans la commune depuis 1793. Pour les communes de moins de 10 000 habitants, une enquête de recensement portant sur toute la population est réalisée tous les cinq ans, les populations de référence des années intermédiaires étant quant à elles estimées par interpolation ou extrapolation. Pour la commune, le premier recensement exhaustif entrant dans le cadre du nouveau dispositif a été réalisé en 2006.

En 2022, la commune comptait 174 habitants, en évolution de −4,92 % par rapport à 2016 (Bas-Rhin : +3,17 %, France hors Mayotte : +2,11 %).
| 1793 | 1800 | 1806 | 1821 | 1831 | 1836 | 1841 | 1846 | 1851 |
| ---- | ---- | ---- | ---- | ---- | ---- | ---- | ---- | ---- |
| 130  | 158  | 197  | 248  | 266  | 268  | 255  | 267  | 255  |

| 1856 | 1861 | 1866 | 1871 | 1875 | 1880 | 1885 | 1890 | 1895 |
| ---- | ---- | ---- | ---- | ---- | ---- | ---- | ---- | ---- |
| 262  | 240  | 252  | 263  | 230  | 221  | 216  | 207  | 229  |

| 1900 | 1905 | 1910 | 1921 | 1926 | 1931 | 1936 | 1946 | 1954 |
| ---- | ---- | ---- | ---- | ---- | ---- | ---- | ---- | ---- |
| 239  | 256  | 256  | 215  | 205  | 202  | 193  | 190  | 182  |

| 1962 | 1968 | 1975 | 1982 | 1990 | 1999 | 2006 | 2011 | 2016 |
| ---- | ---- | ---- | ---- | ---- | ---- | ---- | ---- | ---- |
| 181  | 186  | 176  | 178  | 184  | 183  | 165  | 188  | 183  |

| 2021 | 2022 | - | - | - | - | - | - | - |
| ---- | ---- | - | - | - | - | - | - | - |
| 180  | 174  | - | - | - | - | - | - | - |

## Culture locale et patrimoine

### Lieux et monuments
- Église Notre-Dame-de-l'Assomption d'Eschwiller